# 親会社等状況報告書
親会社等状況報告書（おやがいしゃとうじょうきょうほうこくしょ）は、金融商品取引法に基づき有価証券報告書の提出が義務付けられている会社が、親会社等の事業年度ごとに当該親会社等の株式を所有する者に関する事項等を記載する外部への開示資料である。

## 根拠法令
- 提出根拠法令：金融商品取引法 第24条の7
- 委任政令：金融商品取引法施行令 第第4条の4等
- 提出様式及び内容の根拠：企業内容等の開示に関する内閣府令 第19条の5

## 親会社等状況報告書提出の義務
有価証券報告書提出会社で、当該会社の議決権の過半数を所有する親会社等は、親会社等の事業年度ごとに当該親会社等の株式を所有する者に関する事項等を親会社等の事業年度終了後3ヶ月以内に報告しなければならない。
親会社等状況報告書の意義は、有価証券報告書提出会社が単に有価証券報告書を提出すれば開示が適切かつ十分になされたとせず、当該有価証券報告書提出会社の事業運営等へ直間接を問わず大きな影響を及ぼす親会社等を開示することにより、投資者を保護するとともに証券市場の信頼性を確保することにあるといえる。
この点で、証券取引所における適時開示制度の非上場の親会社等に係る情報の開示と趣旨を同じくするが、旧証券取引法において存在しなかったものを証券取引所が先んじて非上場親会社等を有する上場会社に提出させ、後に法制度化したもの。強行法規としての性格を有することで、一層の強制力が期待できる。一方、法定することにより機動的な変更は容易ではないといえる。

### 親会社等
親会社等とは、次のものが該当する。
- 有価証券報告書提出会社の議決権の過半数を所有している会社
- その他の当該有価証券報告書提出会社と密接な関係を有するものとして政令で定めるもの
  - 有価証券報告書提出会社の総株主等の議決権の過半数を自己又は他人の名義で所有する会社
  - 会社と当該会社が総株主等の議決権の過半数を自己又は他人の名義で所有する法人等が合わせて有価証券報告書提出会社の総株主等の議決権の過半数を自己又は他人の名義で所有する場合の当該会社
  - 会社と当該会社が総株主等の議決権の過半数を自己又は他人の名義で所有する法人等が合わせて他の法人等の総株主等の議決権の過半数を自己又は他人の名義で所有する場合の当該他の法人等

## 報告書の内容
提出すべき会社が内国会社か外国会社かにより提出様式が異なる。

### 内国親会社等：第5号の4様式
1. 親会社等の状況
  1. 株式等の状況
  2. 役員の状況
2. 会社法の規定に基づく計算書類等
  1. 貸借対照表
  2. 損益計算書
  3. 株主資本等変動計算書
  4. 個別注記表
  5. 事業報告
  6. 附属明細書

### 外国親会社等：第10号の3様式
1. 親会社等の状況
  1. 株式等の状況
  2. 役員の状況
2. 計算書類等（適用を受ける法令に基づくもの）
3. 監査報告書

　報告書の内容は、金融庁の電子開示・提出システムEDINETを通じて電子提出することが義務づけられており、同庁が設置したウェブサーバ経由での縦覧ができるほか、財務局や証券取引所、場合によっては自社のウェブサイトにPDFファイルの形で登録してあることもある。

## 開示期間
公衆の縦覧に供される期間は、5年間

## 罰則
- 虚偽記載：5年以下の懲役もしくは500万円以下の罰金、またはこれらの併科（金融商品取引法第197条の2第6号）
- 不提出：1年以下の懲役もしくは100万円以下の罰金、またはこれらの併科（金融商品取引法第200条第5号）